# Sony Ericsson W660i
Sony Ericsson W660i är en Sony Ericsson-mobil ur Walkman-serien. Den har också 2 megapixel kamera och 3G.
- Mått: 102 x 46 x 14 mm
- Vikt: 93 gr
- Färger: Record Black och Rose Red
- Skärmupplösning: 176x220 pixel[1]

## Musiken
W660i är en musikmobil. Det visas genom att den har Walkman® spelare. Den har även Stereo Bluetooth (A2DP), Mega Bass, Track ID och Play Now. Track ID innebär att telefonen spelar in en bit av en låt från en radio etc, och skickar den till en databas. Sedan får du svar på vad låten heter, artistens namn och album. Den har även  Bluetooth så du kan skicka musik mellan telefoner på upp till ca 10 meter och plats för Memory Stick Micro (M2) (upp till 4 GB) gör att du kan lagra mer musik. Via 3G kan du också snabbt ladda ned musik från internet.

## Kameran
W660i är ingen kameramobil, men har en 2 megapixel kamera med videoinspelning och 2,5x digital zoom. Zoomen fungerar dock endast när kameran är i VGA-läge. Du kan också dela med dig av dina bilder med fotobloggning, eller skicka dem till en annan mobil via MMS, E-mail eller Bluetooth.

## Underhållning
Som underhållningsfunktioner har W660i Java och stöd för 3D-spel. Du kan även se direktuppspelad video och ringa videosamtal via 3G. 3G gör också att du snabbt kan ladda webbsidor i webbläsaren.

## Internet / Kommunikation
Sony Ericsson W660i har 3G för snabbt internet. Du kan även använda 3G för att skicka E-mail. Andra funktioner är mms, sms, RSS information, webbläsaren Access NetFront, högtalartelefon, vibratorsignal och videosamtal. Du kan även använda telefonen som modem.

## Specifikationer
- 2 megapixel kamera
- 2,5x digital zoom
- Videoinspelning
- Fotobloggning
- Java
- 3D-spel
- Direktuppspelad video
- Högtalartelefon
- Vibratorsignal
- Bluetooth Stereo (A2DP)
- Play Now
- Mega Bass
- Track ID
- Walkman spelare
- FM radio (RDS)
- Bluetooth
- Modem
- PC synkronisering
- RSS information
- Webbläsaren Access NetFront
- MMS
- SMS
- E-Post
- Flygplansläge
- Kalender
- Ljudinspelare[1]